# WWE with Authority!
WWE with Authority! era un videogioco online sul Wrestling creato da Genetic Anomalies Inc. in collaborazione con la WWF e THQ nel 2001.
Era un gioco di carte collezionabili in forma elettronica. I giocatori potevano acquistare le carte e inserirle nel proprio "Playbook". Questo "Playbook" rappresentava le mosse e le abilità che il proprio lottatore poteva eseguire nel ring.
Nel gennaio 2003, THQ decise di interrompere la produzione del gioco ma il server rimase online per diversi mesi prima di essere chiuso anch'esso. Il gioco è comunque disponibile in modalità freeware, anche se non è ufficialmente supportato dalla THQ.

## Modalità di gioco
Il videogioco è stato distribuito come freeware scaricabile o disponibile su CD-ROM al costo di 5$. La versione a pagamento venne venduta con un codice di riscatto per avere subito nel "Playbook" il lottatore William Regal. I giocatori potevano acquistare anche "Playbook" precostituiti delle superstar della WWE acquistabili per 10$. Erano disponibili anche delle buste al prezzo di 3$ che comprendevano un assortimento casuale di carte singole per modificare i propri "Playbook". In ogni busta era garantita almeno una carta molto rara.
Nel gioco era presente anche una versione singleplayer, intesa però come un tutorial. Il gioco era principalmente orientato verso la modalità multiplayer online, dove ben 1000 persone, al momento della sua massima gloria, erano disponibili a giocare in qualsiasi momento.
Il videogioco teneva conto delle vittorie, delle sconfitte dei pareggi del giocatore, così come il numero delle volte che il giocatore si ritirava dalle partite in corso, questa caratteristica venne aggiunta per scoraggiare i giocatori che preferivano ritirarsi invece che perdere.

## Espansioni
Ci sono state 7 espansioni, uscite in vari periodi, durante il mandato del gioco:

### Stagione 1
- Prima Edizione, 196 carte (21 febbraio 2001)

Questa è stata la prima edizione del gioco. Ha definito meglio il framework e l'interfaccia.
- No Way Out, 145 carte (12 dicembre 2001)

Questa espansione ha arrotondato il gioco fino ad ottenere un'interfaccia completa.
- WrestleMania X8, 25 carte (marzo 2002)

Questa "mini-espansione" era in vendita solo per un mese, è stato sviluppato durante lo stesso spettacolo, con i designer alla manifestazione pronti a prendere appunti; Il tema principale era l'inserimento del nWo.

### Stagione 2
- TLC, 160 carte (16 maggio 2002)

L'espansione "Tables, Ladders and Chairs" ha esteso notevolmente il numero delle mosse e delle abilità scorrette.
- Seconda Edizione, 250 carte (giugno 2002)

Questo set ha incluso nel gioco 238 ristampe della "Prima Edizione" e dodici superstar. Queste superstar erano delle nuove versioni delle superstar già esistenti, includendo un gameplay migliorato.
- SummerSlam 2002, 25 carte (agosto 2002)

Sulla base dei risultati della "mini-espansione" di WrestleMania X8, Genetic Anomalies ha pubblicato SummerSlam 2002, questo set come caratteristica principale è l'inserimento delle superstar Shawn Michaels (di ritorno, in quel periodo, da una pausa di quattro anni dalla WWE) e Brock Lesnar (che ha vinto proprio nel 2002 a SummerSlam il suo primo titolo)
- Unforgiven, 200 carte (27 settembre 2002)

Questa serie ha segnato il ritorno della meccanica che si basava più sulla meccanica della carta che dello sviluppo della trama.
- "Expansion Eight", circa 150 carte (Inedito)

L'anteprima di questa espansione era sta distribuita tra il mese di ottobre e quello di novembre del 2002. Prima dell'uscita dell'espansione venne commercializzata un'"Edizione Limitata" con Rey Mysterio e Tajiri ma alla fine questa espansione venne cancellata poiché il gioco non era più importante per la WWE.